# Safié

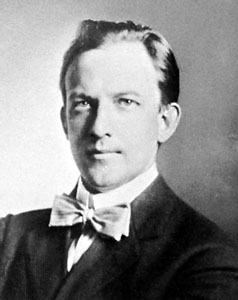
Henry Kimball Hadley

Safié är en opera i en akt med musik av den amerianska kompositören Henry Kimball Hadley. Librettot skrevs på engelska av Edward Oxenford, men premiären den 4 april 1909 i Mainz gavs i en tysk översättning av Otto Neitzel. Hadley dirigerade premiären och titelrollen sjöngs av den amerikanska sopranen Marguerite Lemon.
Partituret till Safié förvaras i New York Public Library, en del av Lincoln Center for the Performing Arts-komplexet på Manhattan.

## Personer
| Roller                                          | Röststämma | Premiärbesättning 4 april 1909 (Dirigent: Henry Hadley) |
| ----------------------------------------------- | ---------- | ------------------------------------------------------- |
| Safié, en persisk prinsessa                     | Sopran     | Marguerite Lemon                                        |
| Ahmed, ett sändebud                             | Tenor      | Konrad Rössner                                          |
| Alasman, en trollkarl                           | Baryton    | Fritz Rupp                                              |
| Zehu, hans son                                  | Bas        | Karl Bara                                               |
| Mahud Khan, en persisk adelsman, Safiés farbror | Bas        | Jean Hemfing                                            |

## Handling
Den persiska prinsessan Safié älskar det diplomatiska sändebudet Ahmen. När Ahmed sänds på uppdrag till ett avlägset land lovar han att skicka en ros till Safié varje vecka som ett tecken på hans kärlek. Men Zehu, sonen till en berömd trollkarl, älskar också Safié. Medan Ahmed är borta försöker Zehu tvinga på prinsessan hans känslor, men hon räddas av sin farbror. Rasande ruvar Zehu på hämnd. Han skickar ett förgiftat armband till Safie, som ovetande om dess verkan bär det och blir sjuk. Giftet börjar verka precis som Ahmeds första ros anländer och hon dör med sin älskades namn på sina läppar.